# История почты Великого герцогства Берг

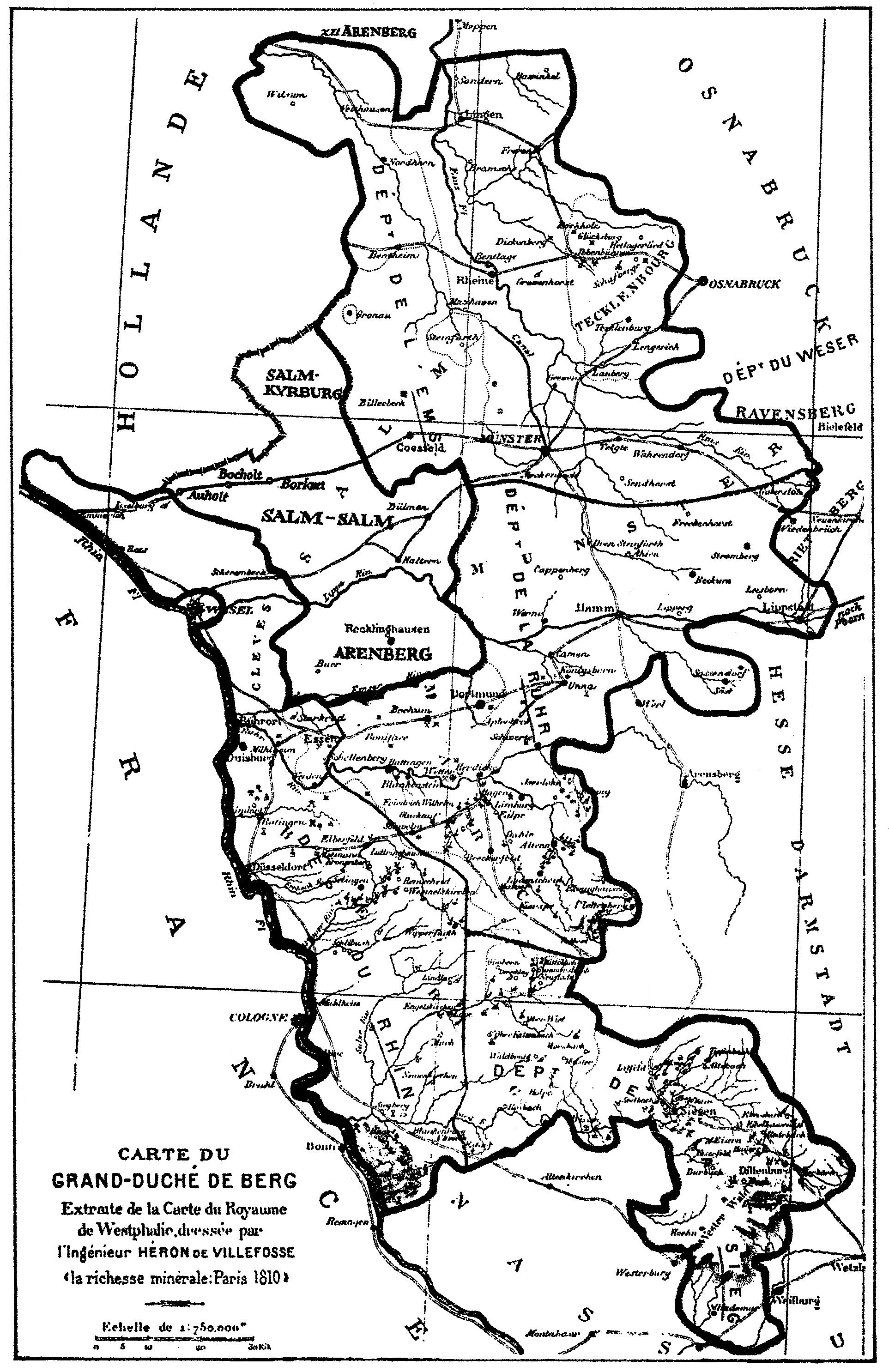
Карта Берга 1810 г.

Почтовая история Великого герцогства Берг охватывает период в семь лет, с 1806 по 1813 год.

## История
На основании Шенбруннского договора и Брненского договора король Баварии Максимилиан Иосиф уступил княжество Берг французскому императору Наполеону 15 марта 1806 г. посредством государственного патента на уступку. Тот, в свою очередь, назначил своего зятя Иоахима Мюрата правителем герцогства Берг. Парижский договор (Акт о создании Рейнского союза), заключенный летом 1806 г. включил эту территорию в состав Рейнского союза и даровал военный союз с Францией, что позволило Иоахиму Мюрату принять титул великого герцога Клеве и Берга. С тех пор территория упоминается как Великое герцогство Берг, но реже как Великое герцогство Клеве и Берг.
Заведывавшая почтой в Священной Римской империи династия Турн-и-Таксис была встревожена. Наполеон был полон решимости ввести основанные на французских реалиях законы и административные принципы. Мюрат приказал, чтобы «посты Турн-и-Таксис были отняты, потому что он не доверял их служащим в сохранении секретности». Он приказал выгнать служащих из почтовых отделений. Все попытки помешать изгнанию чиновников «Турн и Таксише» не увенчались успехом. 15 мая 1806 г. в Дюссельдорф явился французский почтовый инспектор Дю Прей с приказом организовать почтовую службу в герцогстве Берг и взять на себя временное управление почтой. Герцог Иоахим издал 17 мая 1806 г. указ, предписывающий почтовым чиновникам поддержать это утверждение. Все почтовые объекты были конфискованы и местная почта Турн-и-Таксис прекратила свое существование.
Были споры с Турн-и-Таксис о возмещении взаимной доли сборов, понесенных при пересечении границ почтовыми отправлениями. Само пересечение границы было затруднительным: посылки сортировались по классам, нумеровались, каждое письмо заносилось в справочник с указанием имени, местонахождения получателя, почтовых расходов, почтовых расходов-франко, оплаченных почтовых расходов и номера письма, а затем делалась железная копия для вставки в кожаную форму. По прибытии на почту доставки кожа вскрывалась, письма рассортировывались и проверялся список реквизитов.
В Дюссельдорфе было создано Генеральное управление почт, подчиненное министру финансов Берга. Дю Прей стал генеральным почтмейстером.
По инициативе Наполеона 26 октября 1806 г. в Гамбурге была создана «Bergisches Oberpostamt». 11 января 1807 г. Наполеон из Варшавы приказал закрыть почтовые отделения завоеванных французами стран, этой участи подверглись прусская, ганноверская, брауншвейгская и отделение Таксис в Гамбурге. Почтовые отделения Дании, Швеции и Мекленбурга были закрыты в 1809 г. Почтовое отделение Гамбурга, которое регулировало контакты с заморскими странами, Бременом и Любеком было сохранено. 8 декабря 1807 г. между сенатом города Гамбурга и "Bergische Postverwaltung" на 25 лет был подписан договор о передаче доставки почты в Россию за ежегодную арендную плату в 100 тыс. марок
В Бремене 15 февраля 1807 г. "Bergisches Oberpostamt" взял на себя управление прусскими, ганноверскими и Турн-и-Таксисовскими почтовыми отделениями и маршрутами. Осталась только почта в городе Бремен, которая обслуживала сообщения с Голландией, Гамбургом и за границей. По договору от 4 июня 1808 г. почтовое отделение Бремена также передавалось почтовой администрации Берга в обмен выплату городу 4 тыс. талеров. Город Бремен сохранил в своем управлении маршрутную службу. Чуть позже в Любеке была открыта почтовое отделение Берга, а почтовые отделения Таксис, Ганновера и Брауншвейге снова были закрыты из-за континентальной блокады и необходимостью французов следить за корреспонденцией в районах Северного моря для прекращения торговли с Великобританией.
По Тильзитскому миру 9 июля 1807 г. Пруссия уступала ряд своих территорий, ряд из которых (бывшие имперские аббатства Эльтен, Эссен и Верден, графство Марк и часть города Липпштадт, княжество Мюнстер с Каппенбергом, графства Текленбург и Линген и графство Дортмунд) были переданы Великому герцогству Бергскому. В Мюнстере 6 мая 1808 г. старший почтмейстер и советник придворной палаты Дюсберг подписал формулу присяги. 26 февраля 1808 г. крепость Везель была присоединена к французскому департаменту Рур, произошёл обмен небольшими территориями с Голландией, а в конце 1809 г. почтовая администрация Берга взяла на себя почтовую службу в герцогстве Аренберг-Меппен и в княжестве Зальм.
Особой проблемой была старая чеканка и денежная система герцогства Берг и дополнительных территорий. Чтобы исправить ситуацию, 1 января 1810 г. в Великом герцогстве Берг была введена французская система. Старый бергский талер соответствовал рейхсталеру, но делился на 60 штуберов (= 8 геллеров). С 1 января 1810 г. в Великом герцогстве Берг применяется французская десятичная система.

## Принципы работы
Французской почте не хватало ресурсов для обслуживания почтовых путей, и Турн-и-Таксис обслуживали маршруты во Франкфурт, Мюнстер, Оснабрюк и Эссен. Конный пост из Дюссельдорфа в Гамбург был захвачен 1 ноября 1806 г., после чего последовали и другие захваты. Новые маршруты были разделены на маршруты доставки почты (сообщений) и маршруты для пассажирских перевозок (дилижансы).
Декрет Наполеона от 25 февраля 1809 г. регулировал организацию верховых, ездовых и приставных постов по всему великому герцогству. Новые почтовые отделения могли быть созданы только владельцами почтовых отделений, прямо уполномоченных почтовой службы. Лошадей можно было менять на почтовых отделениях, а людей перевозить с одной станции на другую. С этими почтовыми операторами были заключены контракты на быструю перевозку почтовых ящиков и почтовых фургонов. Расстояние между станциями не должно было превышать 27 км. За место в дилижансе нужно было платить 24 стювера за милю. Каждый путешественник мог нести 30 фунтов багажа, сверх которого взимался посылочный налог. Система дополнительных постов осталась неизменной.
С 1 января 1809 г. по всей стране была введена единая почтовая служба, в краткой форме были изложены льготы, правила и сборы для людей и товаров. Например, дополнительная почта взималась по 35 шиллингов за лошадь и милю, а за фаэтон — 20 шиллингов за милю. На одного человека, желавшего ехать в открытой повозке с дышлом, требовались две лошади, а на двоих — три лошади.
Большая часть письменной почты шла по фиксированным конным почтовым маршрутам. Основными были пути из Дюссельдорфа в Гамбург, в Кассель и Эльберфельд, от которых отходили курьерские линии.
В публикации от 10 июля 1807 г. полевой почтовый тариф для простых писем военнослужащим был установлен на уровне 3 стювера (60 стюверов = 1 рейхсталер) независимо от места направления письма.
25 февраля 1809 г. были установлены расценки на отправку писем. За простое письмо (менее ½ лота, 7,4 г) на нормальное расстояние
- до пяти часов (3,9 км, почти 20 км) — 2 стювера,
- до 10 часов — 4 стювера,
- до 20 часов — 6 стюверов,
- до 30 часов — 8 стюверов,
- до 50 часов — 10 стюверов.

Посылки весом до 50 кг. можно было пересылать только почтой. Ценные грузы оплачивались в зависимости от стоимости и расстояния. Свобода почтовых отправлений была ограничена министрами, префектами и субпрефектами в официальных делах. Председатели судов и генеральные прокуроры могли отсрочить оплату почтовых расходов по официальным почтовым отправлениям до конца месяца. Как и в Вестфальском королевстве, тариф был очень высоким. В результате указа от 13 июля 1809 г. были опубликованы расстояния между почтовыми станциями для расчёта почтовых расходов отправителями заранее.

## Конец
Брат Наполеона и король Голландии Людовик 3 июля отрекся от престола и покинул страну, после чего для усиления континентальной блокады Голландия и немецкие порты Северного моря с их внутренними районами были включены в состав Французской империи (постановление Сената от 13 декабря 1810 г. уточняло, что присоединялись Голландия, бывшие ганзейские города, Лауэнбург и все страны, лежащие между Северным морем и линией, проведенной от места впадения реки Липпе в Рейн через Хальтерн-ам-Зе, Тельгте, Штольценау и Бойценбург к Любеку.
Великое герцогство Берг потеряло пятую часть своей территории. Из 130 почтовых отделений 48 достались французам, в том числе прибыльные почтовые отделения в Мюнстере, Бремене, Гамбурге и Любеке. Однако почтовая администрация герцогства с собственным почтовыми отделениями сохранялась.
После битвы при Лейпциге герцогство было оккупировано союзными войсками. 15 ноября 1813 г. почта великого герцога прекратила свое существование, через некоторое время Турн-и-Таксис взяли на себя почтовое отделение в генерал-губернаторстве Берга, пока 30 июня 1816 г. территория герцогства как и его почта по условиям Венского конгресса не перешло к Пруссии (Берг стал частью провинции Юлих-Клеве-Берг, восточные части княжества Мюнстер и графства Марк — Вестфалии).